# Pintér Mihály
Ürményi Pintér Mihály (Jászberény, 1813. július 14. – Jászberény, 1892. június 4.) jászberényi főbíró, polgármester.

## Család származása
A család a Nyitra vármegye Ürmény településről származik. A XVIII. század második felétől a város képviselő-testületében már a család több tagja is megtalálhatók.
Édesapja Pintér Mihály, aki a városi testület tagja volt, anyja pedig Kosótzky Terézia.

## Életrajza
Iskoláinak elvégzése után 1837-ben Jászberény város aljegyzője lett. Apja, idős kora miatt 1844-ben lemondott a hivataláról és ekkor vagyona egy részét átadta fiának, és a városi tanácsban betöltött tanácsnoki feladatát is. 1848-ban már ő képviselte a várost a kerületi közgyűlésben.
Később főbíró lett, 1873. január 26-án pedig Jászberény város első polgármesterévé választották. Hat évig töltötte be ezt a tisztséget, mint a város első embere.
Abban az időben sem volt idegen a politikától az alaptalan vádaskodás. Ennek egyik emlékezetes esete amikor Farkas János polgármestert megvádolta Pintér Mihály. A főhatóság által lefolytatott vizsgálat nem állapított meg visszaélést, így a vád később elbukott, de Farkas már nem tért vissza a jászberényi közéletbe, hanem elhagyta a várost is.
Polgármestersége éveiben nagy mértékben fejlődött a város, s ebben része volt neki is. Az, hogy vasút létesült, az hogy múzeumot alapítottak az érdem elsősorban Sipos Orbán és Pethes József országgyűlési és városi képviselőké.
Az viszont elsősorban az ő hibája, hogy a város gazdálkodásában sok rendezetlen ügy volt. A város képviselő-testülete egy felkészültebb városvezetőt akart. 1879-ben Pintér visszavonult, de mint első tanácsnok benne maradt a városvezetésben.
Gazdag, vagyonos ember volt, nem nősült meg, így örököse sem volt. Végrendeletében a vagyonát a városra hagyta, és ez volt életének legnagyobb és legemlékezetesebb tette.

## Emlékezete
Hatalmas vagyonának jelentős részét közcélokra hagyományozta, így négy artézi kutat fúrtak a város lakói részére. A kutak közül a legjelentősebb az úgynevezett Bundás-kút volt, mely ma már kút funkciója nélkül díszíti a város főterét: Jankovits Gyula 1912-ben készített szobráról, a juhászbundás Benedek László városi juhászt ábrázoló alakról kapta a nevét.